# Luchthaven Man (Isle of Man)
Luchthaven Man (Engels: Isle of Man Airport, Manx: Purt Aer Vannin) (IATA: IOM, ICAO: EGNS) is een luchthaven op het Britse eiland Isle of Man. Het vliegveld ligt dicht in de buurt van het dorpje Castletown, en 11 kilometer van de hoofdstad van het eiland, Douglas. De luchthaven heeft voornamelijk lijndiensten naar het Verenigd Koninkrijk en de Republiek Ierland, daarnaast biedt easyJet een seizoensgebonden vlucht naar Zwitserland uit.

## Ligging
Het vliegveld ligt in het zuidwesten van het eiland tegen het dorpje Castletown aan. Het ligt circa 70 kilometer ten westen van de grens van het vasteland. De landingsbaan ligt in zuidwestelijke richting en heeft een lengte van 2110 meter. Het vliegveld ligt op een hoogte van 16 meter boven zeeniveau.

## Geschiedenis
Ronaldsway werd voor het eerst gebruikt als een vliegveld in 1928 met passagiersdiensten naar het VK vanaf 1933.  Verdere diensten werden gevestigd door Aer Lingus en Railway Air Services (RAS) vanaf 1934. Bij een uitbreiding van de luchthaven in 1936 ontdekten arbeiders een massagraf waarvan geloofd werd dat ze de resten van soldaten bevatten die tijdens de Slag om Ronaldsway in 1275 stierven.
Het vliegveld kwam bij de uitbarsting van de Tweede Wereldoorlog onder controle van de Royal Air Force. Het stond bekend als RAF Ronaldsway en was een van de weinige vliegvelden die gedurende de hele oorlogsperiode civiele vluchten bleven uitvoeren. Een uitbreiding van de luchthaven tijdens de oorlog leidde tot de ontdekking van de archeologische overblijfselen van een neolithische nederzetting behorend tot wat nu de Ronaldswaycultuur wordt genoemd.
Tegen de zomer van 1944 was het vliegveld geëvolueerd van een grasland met een paar hangars naar een vierbaans vliegveld met de voorzieningen om drie training squadrons te huisvesten en te bedienen met behulp van Barracuda-torpedobommenwerpers.
De luchthaven keerde terug naar alleen commercieel vliegend bijna onmiddellijk na de oorlog, maar het vliegveld bleef eigendom van de Admiraliteit totdat het werd verkocht aan de regering van het eiland Man voor £ 200.000 in 1948.

### Ontwikkeling sinds de jaren 2000
Een project van Ellis Brown Architects begon in november 1998 om de luchthaven uit te breiden en de faciliteiten voor passagiers te verbeteren. In maart 2000 werd de nieuwe uitbreiding geopend, met een nieuw cateringbedrijf aan landzijde, aankomsthal, bagagehal en vertrekhal. Het bestaande deel van de luchthaven werd tijdens deze periode gerenoveerd om verbeterde check-in faciliteiten en kantoren te bieden, gekoppeld aan de uitbreiding met een nieuwe luchthaveningang. Tijdens de uitbreidings- en verbouwingsperiode werd ook het iconische beeldhouwwerk Three Legs of Man versierd dat de gevel van de luchthaven siert.
In april 2008 bedacht Tynwald een groot project voor uitbreiding en renovatie van de baan op de luchthaven. De landingsbaan werd met 245 m (804 voet) de Ierse Zee in uitgebreid door de aanleg van een met rotsen gepantserd voorgebergte. Na de voltooiing van het start- en landingsbaan-uitbreidingsproject is de Boeing 757 het grootste vliegtuig dat volledig op Ronaldsway kan opereren.

## Bestemmingen en luchtvaartmaatschappijen
In 2017 maakten 807.428 passagiers gebruik van de luchthaven waar dat jaar 23.252 vliegbewegingen werden geregistreerd. De top drie van bestemmingen (die samen drie kwart van alle passagiers vertegenwoordigen) zijn in dalende volgorde van belang Liverpool, Londen-Gatwick en Manchester.
| Bestemmingen        | Luchtvaartmaatschappijen                                                                 |
| ------------------- | ---------------------------------------------------------------------------------------- |
| Aer Lingus Regional | Dublin                                                                                   |
| British Airways     | Londen-City                                                                              |
| easyJet             | Belfast-international, Bristol, Liverpool, Londen-Gatwick seizoensgebonden: Londen-Luton |
| Flybe               | Birmingham, Liverpool, Manchester seizoensgebonden: Genève                               |
| Loganair            | Edinburgh                                                                                |